# Jamendo
Jamendo è una piattaforma web che raccoglie musica libera, la quale cioè può essere ascoltata e scaricata gratuitamente e legalmente, pubblicata con licenze Creative Commons o con la Licenza Arte Libera. Jamendo è sostenuto da una compagnia con sede in Lussemburgo. La musica può essere scaricata direttamente dal sito in formato MP3, oppure tramite BitTorrent nei formati mp3 e Ogg.
Il 20 giugno 2008 ha raggiunto la quota dei 10.000 album pubblicati.

## Jamendo PRO
Alla fine del 2008, la piattaforma ha lanciato un'interfaccia per l'acquisto di licenze ad uso commerciale di musica. Quest'interfaccia permette di sonorizzare sia dei progetti multimediali (documentari, podcast), sia degli spazi pubblici (negozi, ristoranti). Canali televisivi come France 2 o Arte utilizzano frequentemente Jamendo PRO per sonorizzare le loro produzioni.
La musica classica del progetto PRO viene fornita dall'etichetta italiana di musica classica OnClassical.

## Integrazioni con media player
Il lettore di file audio per GNOME Rhythmbox, e il lettore di file audio/video multipiattafoma VLC media player  permettono di ascoltare musica da Jamendo.

## Ringraziamento graduato
Per contrattaccare la risposta graduata prevista dalla legge HADOPI, Jamendo ha lanciato il 12 marzo 2009 il "Ringraziamento graduato", che si divide in questo modo:
1. per un brano scaricato via Jamendo, l'utente riceverà una mail di ringraziamento;
2. in caso di «recidiva», l'utente riceverà via posta una lettera di ringraziamento ed un «kit del complice» (stickers, materiale di promozione, ecc.);
3. in ultima analisi, gli sarà rimborsato un mese di abbonamento del provider se riesce a convincere uno spazio pubblico a diventare uno spazio di cultura libera con Jamendo PRO.

L'iniziativa è stata adottata dalla stampa e dagli utenti come un modo creativo e umoristico di denunciare l'aspetto repressivo della legge.